# Хронологія світових рекордів з шосейного бігу на 1 милю серед жінок
Рекорди світу з бігу на 1 милю визнаються Світовою легкою атлетикою з-поміж результатів, які показали легкоатлетки на шосейній дистанції, за умови дотримання встановлених вимог.
Світова легка атлетика розпочала ратифікацію світових рекордів у цій дисципліні з 1 вересня 2023.

## Хронологія рекордів
| Результат                             | Атлетка                 | Місто змагань | Дата змагань | Примітки    | Відео |
| ------------------------------------- | ----------------------- | ------------- | ------------ | ----------- | ----- |
| 4.27,97                               | Ніккі Гілтц США         | Де-Мойн       | 25.04.2023   | [ 1 ] [ 2 ] |       |
| 4.21,00                               | Дірібе Велтеджі Ефіопія | Рига          | 01.10.2023   | [ 3 ] [ 4 ] |       |
| 1 рік, 176 днів від дати встановлення |                         |               |              |             |       |